# 石川県民大学校
石川県民大学校（いしかわけんみんだいがっこう）は、石川県教育委員会が実施している生涯学習講座の総称。1990年（平成2年）6月に開校した。主に石川県在住者を対象にしている。

## 概要
石川県民大学校は、石川県民の様々な学習機会に対応するために設立されたもので、石川県在住者あるいは通勤者であれば講座を受けることが可能である。
1990年に、石川県の機関（石川県庁、石川県教育委員会、石川県立の高等学校など）と国・市町村・民間の機関が連携して開校した。また、1999年（平成11年）には県民大学校修了者を対象にした大学院（学校教育法に規定される大学院ではない。）が開校した。大学院ではより専門的な学識の取得および講師の育成を目的としている。
石川県立生涯学習センターが運営主体であり、石川県知事（現在は谷本正憲）が学長を務めている。

## 受講の流れ
講座受講を希望する場合は各講座実施機関に申し込む形となる。入学金は不要であるが、講座によっては受講料や教材費などが必要な場合がある。
各講座には単位があり、講座受講修了で単位認定となる（単位数は講座によって異なる）。また、修得した単位は大学校の修了認定が終わるまでは期限が切れない点が一般の大学とは違う。
大学校は45単位以上、大学院は30単位で修了認定となる。

## 大学校
大学校では教養講座45単位以上、専門講座30単位・教養講座15単位以上で修了認定となる（ただし、専門講座「能力開発コース」は45単位以上必要）。

### 教養講座
- 教養学習コース

### 専門講座
- 文化探究コース
- 国際理解コース
- スポーツ・生活コース
- 産業・情報コース
- 能力開発コース
- 放送利用コース
  - 放送利用コースでは2番組視聴終了で修了認定となる。

## 大学院
大学院では30単位で修了認定となる。終了認定されると「石川の博士」称号が付与される。

### 「石川の博士」養成講座
- 専修コース
- 講師養成コース

## 放送利用講座
放送利用講座は、石川県内の民間放送3社（北陸放送・石川テレビ放送・テレビ金沢）でテレビ番組として制作・放送されている。石川県の広報番組と同様手話による解説放送のみ実施される。

### 放送番組
放送時間は2024年現在。いずれの番組も年末年始は休止となる。
北陸放送（MROテレビ）
- げんき日記：土曜日 17:00 - 17:15（10月から翌年3月、一部再放送あり）
  - 放送開始週は、『オールスター感謝祭』放送時の翌週からとなっている。

石川テレビ放送
- ふれあい空間いしかわ：土曜　11:05 - 11:25（10月から翌年3月）
  - 2016年度までは土曜日の11:15 - 11:30に放送。翌年度には、『新報道2001』（2018年4月以降は『報道プライムサンデー』）の放送時間の短縮に伴い、日曜日の8時台に放送時間を移設している。なお、本放送開始の前週には特別号が放送される。2019年4月以降『日曜報道 THE PRIME』は同時フルネットで放送されているため8:25 - 8:55のローカルセールス枠を行使せずに以前の土曜午前に放送枠を戻している。
  - 休止期間中の代替番組（年度上期 8:25 - 8:55、2017年以降）：さまぁ〜ずの神ギ問（深夜時代、2017年）・ぐっさん家〜THE GOODSUN HOUSE〜（東海テレビ、2018年）

テレビ金沢
- いしかわ大百科：月曜 10:55 - 11:25（通年）
  - テレビ金沢が開局した1990年から放送されており、同年4月から2013年3月までは7:30 - 8:00に放送。同年4月からは、日曜朝の情報番組『シューイチ』の放送開始時間が7時30分からとなったため、放送時間を30分早く移動し、2024年3月24日まで3週おきの日曜 7:00 - 7:30（通年）で放送。2024年4月29日から現在の放送時間。